# English National Ice Hockey League 2003/04
Die Saison 2003/04 war die achte Austragung der English National League. Nach der Elite Ice Hockey League, der British National League und der English Premier Ice Hockey League stellt sie die 4. Liga des britischen Eishockeys dar.

## Modus und Teilnehmer
Die Mannschaften spielten in einer Nord- und einer Südgruppe. In einer Einfachrunde spielte jeder gegen jeden. Danach spielten die jeweils ersten Vier in Play-off-Gruppen um die Play-off-Plätze. Die jeweils ersten beiden von Nord und Süd spielten anschließend in Play-offs mit Hin- und Rückspiel um den Gesamtsieg.

## Nordgruppe
In der Nordgruppe spielten gleich viele Mannschaften wie in der Vorsaison. Lediglich die Altrincham Aces deren Eishalle verkauft und später ganz abgerissen wurde, wurde durch die zweite Mannschaft der Nottingham Panthers ersetzt.

### Hauptrunde
| Platz | Mannschaft             | Spiele | S  | U | N  | Tore    | Punkte |
| ----- | ---------------------- | ------ | -- | - | -- | ------- | ------ |
| 1     | Flintshire Freeze      | 18     | 15 | 1 | 2  | 151: 73 | 31     |
| 2     | Sheffield Spartans II  | 18     | 15 | 0 | 3  | 168: 43 | 30     |
| 3     | Nottingham Panthers II | 18     | 12 | 0 | 6  | 105: 71 | 24     |
| 4     | Blackburn Hawks        | 18     | 11 | 1 | 6  | 120: 71 | 23     |
| 5     | Billingham Bombers     | 18     | 8  | 2 | 8  | 93: 72  | 18     |
| 6     | Whitley Warriors       | 18     | 8  | 0 | 10 | 86: 99  | 16     |
| 7     | Kingston Jets II       | 18     | 8  | 0 | 10 | 72: 86  | 16     |
| 8     | Bradford Bulldogs      | 18     | 4  | 0 | 14 | 79:144  | 8      |
| 9     | Grimsby Buffalos       | 18     | 4  | 0 | 14 | 56:198  | 8      |
| 10    | Sunderland Chiefs      | 18     | 3  | 0 | 15 | 64:137  | 6      |

Legende: S–Siege, U–Unentschieden, N–Niederlage

### Play-offs
Die besten vier Mannschaften spielten einen Finalteilnehmer aus.
| Platz | Mannschaft             | Spiele | S | U | N | Tore  | Punkte |
| ----- | ---------------------- | ------ | - | - | - | ----- | ------ |
| 1     | Sheffield Spartans II  | 6      | 5 | 1 | 0 | 31: 5 | 11     |
| 2     | Blackburn Hawks        | 6      | 3 | 1 | 2 | 16:16 | 7      |
| 3     | Flintshire Freeze      | 6      | 1 | 1 | 4 | 20:32 | 3      |
| 4     | Nottingham Panthers II | 6      | 1 | 1 | 4 | 13:27 | 3      |

## Südgruppe
Das Teilnehmerfeld wuchs durch die Teilnahme der Oxford City Stars, Streatham Redskins und Solent & Gosport Devils und die Rückkehr der Slough Jets II. Lediglich die Birmingham Rockets zogen sich aus der Liga zurück.

### Hauptrunde
| Platz | Mannschaft                | Spiele | S  | U | N  | Tore    | Punkte |
| ----- | ------------------------- | ------ | -- | - | -- | ------- | ------ |
| 1     | Invicta Dynamos           | 16     | 15 | 0 | 1  | 121: 28 | 30     |
| 2     | Oxford City Stars         | 16     | 12 | 1 | 3  | 132: 62 | 25     |
| 3     | Milton Keynes Kings II    | 16     | 9  | 2 | 5  | 62: 42  | 20     |
| 4     | Basingstoke Buffalo II    | 16     | 9  | 1 | 6  | 113: 57 | 19     |
| 5     | Streatham Redskins        | 16     | 9  | 0 | 7  | 88: 57  | 18     |
| 6     | Bracknell Hornets II      | 16     | 8  | 1 | 7  | 84: 64  | 17     |
| 7     | Peterborough Islanders II | 16     | 2  | 1 | 13 | 57:112  | 5      |
| 8     | Solent & Gosport Devils   | 16     | 2  | 1 | 13 | 41:186  | 5      |
| 9     | Slough Jets II            | 16     | 2  | 1 | 13 | 42:132  | 5      |

Legende: S–Siege, U–Unentschieden, N–Niederlage

### Play-offs
Die besten vier Mannschaften spielten einen Finalteilnehmer aus.
| Platz | Mannschaft             | Spiele | S | U | N | Tore  | Punkte |
| ----- | ---------------------- | ------ | - | - | - | ----- | ------ |
| 1     | Invicta Dynamos        | 6      | 5 | 1 | 0 | 37:14 | 11     |
| 2     | Basingstoke Buffalo II | 6      | 3 | 0 | 3 | 22:23 | 6      |
| 3     | Oxford City Stars      | 6      | 3 | 0 | 3 | 24:31 | 6      |
| 4     | Milton Keynes Kings II | 6      | 0 | 1 | 5 | 13:28 | 1      |

## Finale
Die Finalspiele wurden mit Hin- und Rückspiel am 3. und 4. Mai 2003 ausgetragen.